# Hohe Wand (Gutensteiner Alpen)
Die Hohe Wand im südlichen Niederösterreich ist ein ausgeprägtes Karstplateau von 8 km Länge und einer Breite von 2,5 km, das eine Höhenlage von 900 bis 1000 m aufweist und im Plackles (1132 m ü. A.) kulminiert.

## Allgemeines
Namensgebend sind die steilen Felsabbrüche an der Süd- und Südostseite. Das Hochplateau erstreckt sich vom Bereich des Plackles im Südwesten bis zum sogenannten Wandeck im Nordosten.
Per Kraftfahrzeug erreichbar ist das Plateau der Hohen Wand über eine in elf Monaten erbaute, am 3. Dezember 1932 von Karl Buresch (1878–1936), Landeshauptmann von Niederösterreich, eröffnete Straße, die vom Verkehrsweg zwischen Stollhof und Maiersdorf abzweigt und für die bis Ende 2022 Maut eingehoben wurde.
Vom 14. August 1965 bis zur Demontage am 10. August 1994 existierte die erste niederösterreichische Doppelsesselbahn von Grünbach auf den Placklesgipfel, die Fahrgäste in 19 Minuten auf die Hohe Wand brachte.
Leichte, aber kaum begangene Wanderwege führen vom Dürnbachtal, von Grünbach und von der „Rückseite“, von Miesenbach aus auf den Berg. Die meisten Anstiege im Bereich der Süd- und Südostseite sind anspruchsvoller, es sind Trittsicherheit und teils Schwindelfreiheit nötig. In diesem Bereich sind die meisten der über 700 Kletterrouten aller Schwierigkeitsgrade zu finden; weiters gibt es auch zahlreiche Klettersteige, aber auch einfache Wege (z. B. Brünnlries).
Im Bereich der Hohen Wand sind zahlreiche Höhlen zu finden; die Einhornhöhle im Hirnflitzstein bei Dreistetten ist als Schauhöhle öffentlich zugänglich. Insgesamt sind laut Landesverein für Höhlenkunde in Wien und NÖ rund 250 Höhlen im Gebiete der Hohen Wand verzeichnet. Für Kletterer ist auch der Abstieg ins Windloch (Katasternummer 1863/30), einer Schachthöhle im Saugraben direkt neben dem markierten Weg, von Bedeutung.
Wegen der Randlage am Wiener Becken und der Erreichbarkeit mit dem Auto sind auf der Hohen Wand auch beliebte Startplätze für Paragleiter und Hängegleiter. Es gibt drei Startplätze für Gleitschirme und Hängegleiter: den am meisten frequentierten Oststartplatz, den anspruchsvollen und vor allem von Hängegleitern benutzten Südstartplatz sowie den wenig benutzten Startplatz Almfrieden. Die Hohe Wand eignet sich besonders bei Süd-Ost-Windlagen zum Fliegen (im Hangaufwind) und ist ein Hausberg der Wiener.
Auf dem Plateau sind zahlreiche Berggasthäuser und Schutzhütten zu finden, aber auch viele Wochenendhäuser, vor allem im sogenannten Wanddörfl.
Ein Teil der Hohen Wand ist als Naturpark Hohe Wand unter Schutz gestellt. Unter dem Titel „Naturpark Hohe Wand“ werden jedoch auch Touristenattraktionen – per Eintrittsgeld in den Park – vermarktet, die teilweise als schwer mit einem Naturpark vereinbar kritisiert werden, insbesondere der „Skywalk“. Diese rund fünf Meter über die Flucht der Felswand auskragende und 18 Tonnen schwere Aussichtsplattform wurde 2002 vom Verein Naturpark Hohe Wand errichtet. Am 2. November 2022 verunfallte ein hier mit einem Fallschirm abspringender 72-jähriger Basejumper beim Start tödlich.
2004 wurde unweit des ehemaligen Wiener Neustädter Hauses (heute: Alpin- und Heimatmuseum Hohe Wand) ein 18 Meter hoher stählerner Aussichtsturm errichtet, der Aussicht in das Piestingtal, zum Schneeberg und bis zum Ötscher ermöglicht.
Nachdem im Jahr 2003 drei Alpensteinböcke aus einem Gehege ausgebüxt waren, vermehrten sich diese Tiere auf der Hohen Wand relativ stark, obwohl der eigentliche Lebensraum der Tiere hochalpines Gebiet ist. Im Jahr 2009 zählte man etwa 40 Tiere und im Jahr 2011 schätzte man rund 60 Tiere. Wegen dieser starken Vermehrung und dem dadurch verursachten starken Verbiss an Pflanzen und Wald, wurden 2011 neun Exemplare, 2012 zwölf und 2013 dreißig zum Abschuss freigegeben. Trotz dieser Abschüsse ist die Kolonie 2013 auf etwa 75 Tiere angewachsen. Die Jägerschaft forderte daher 2013/14 eine höhere Abschussquote und es wurde angedacht, einen Teil der Tiere in ein hochalpines Revier der Bundesforste nach Altenmarkt im Pongau auszusiedeln.

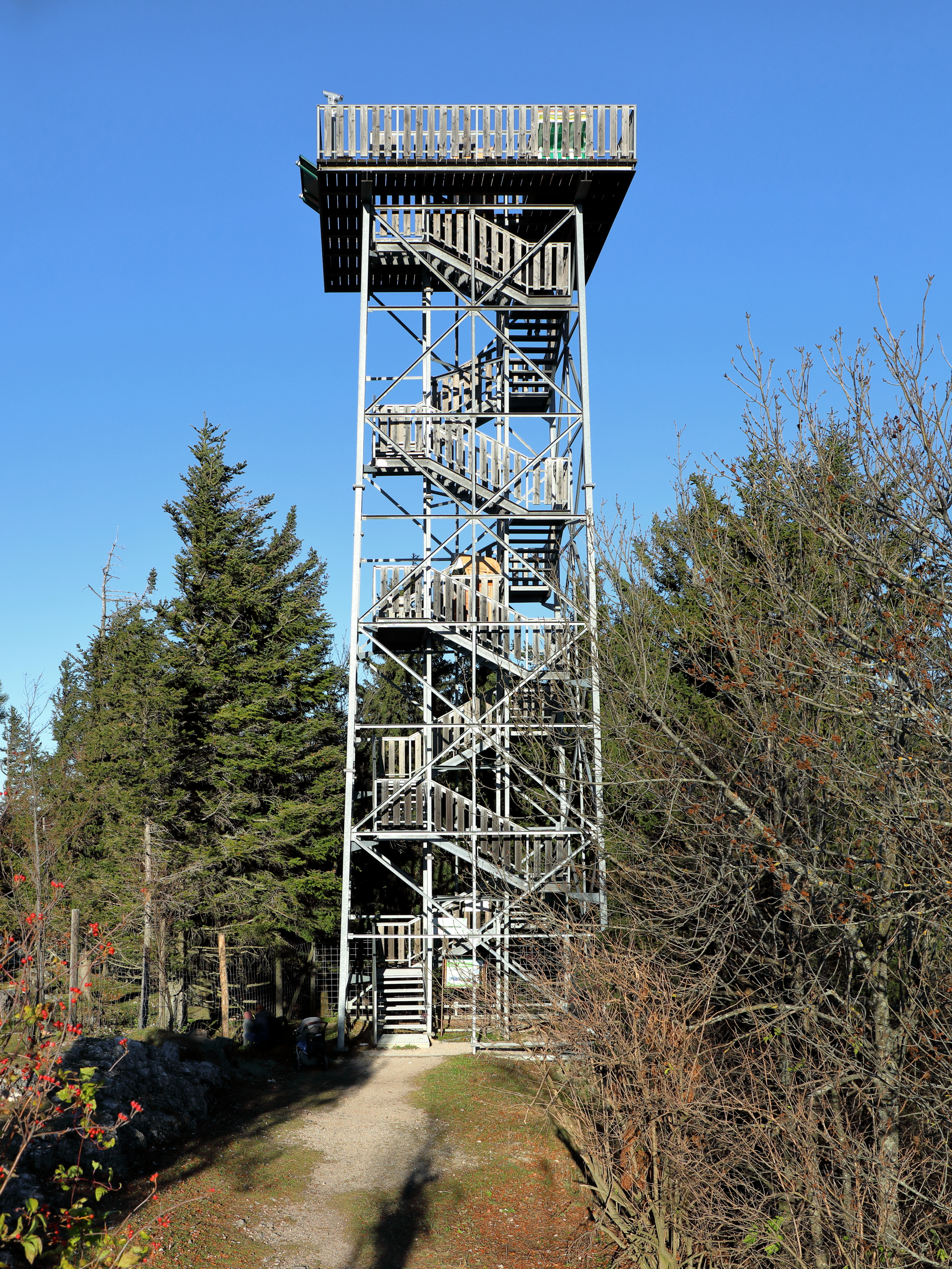
Aussichtsturm; am 8. Mai 2004 eröffnet

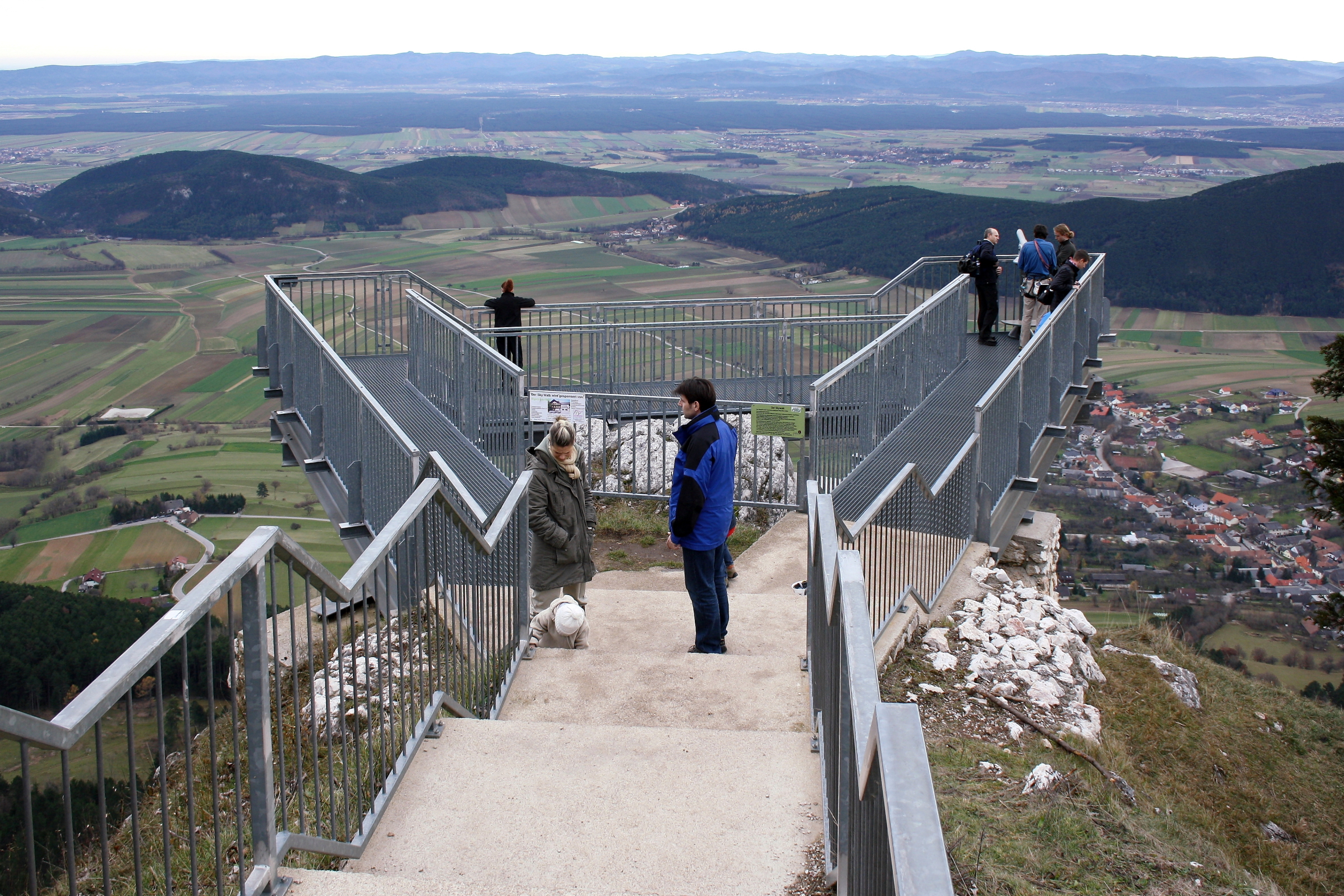
Der im Jahr 2002 über der „Sonnenuhr“ errichtete Skywalk
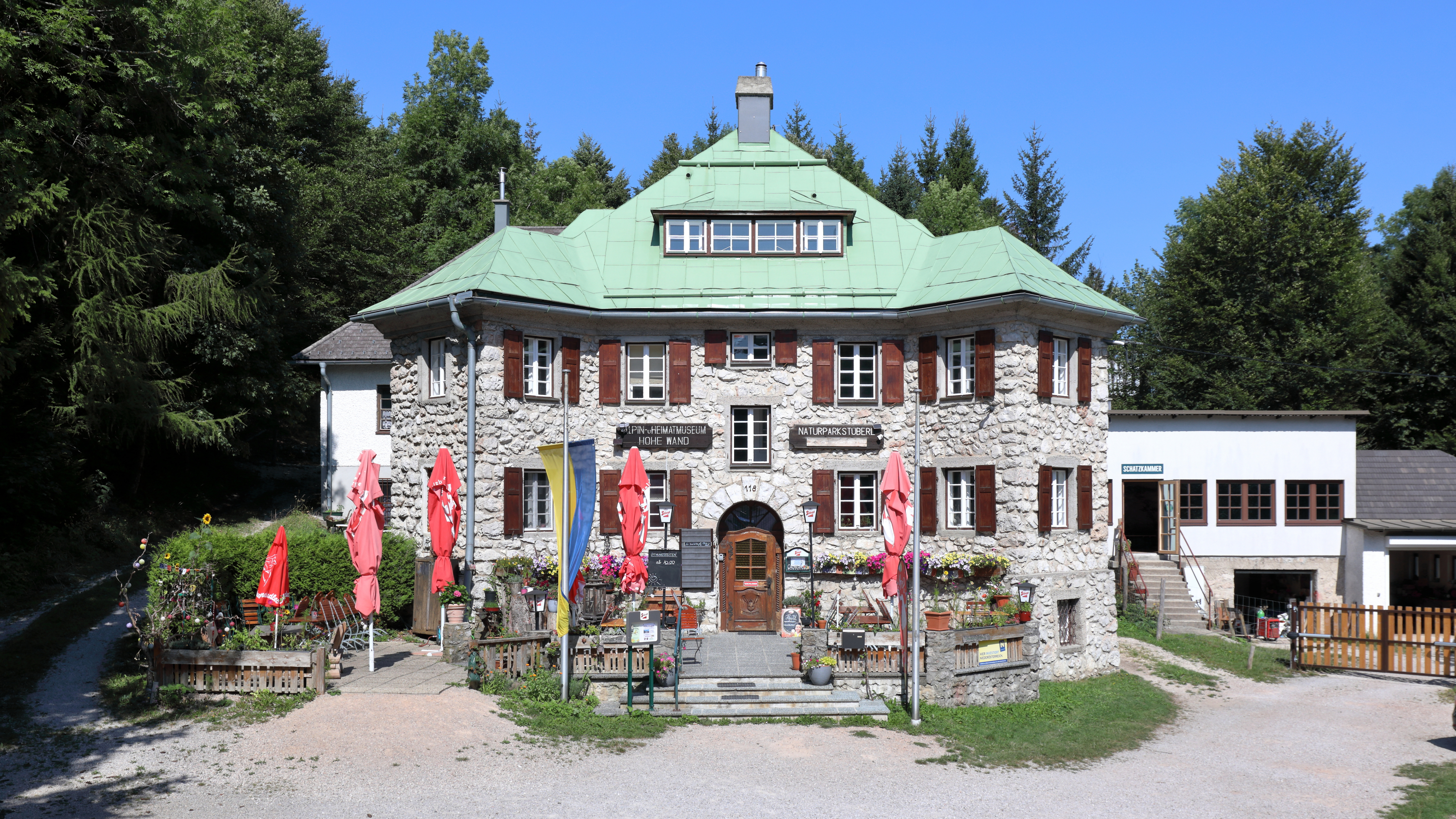
Naturparkstüberl sowie Alpin- und Heimatmuseum Hohe Wand (früher: Wiener Neustädter Haus)
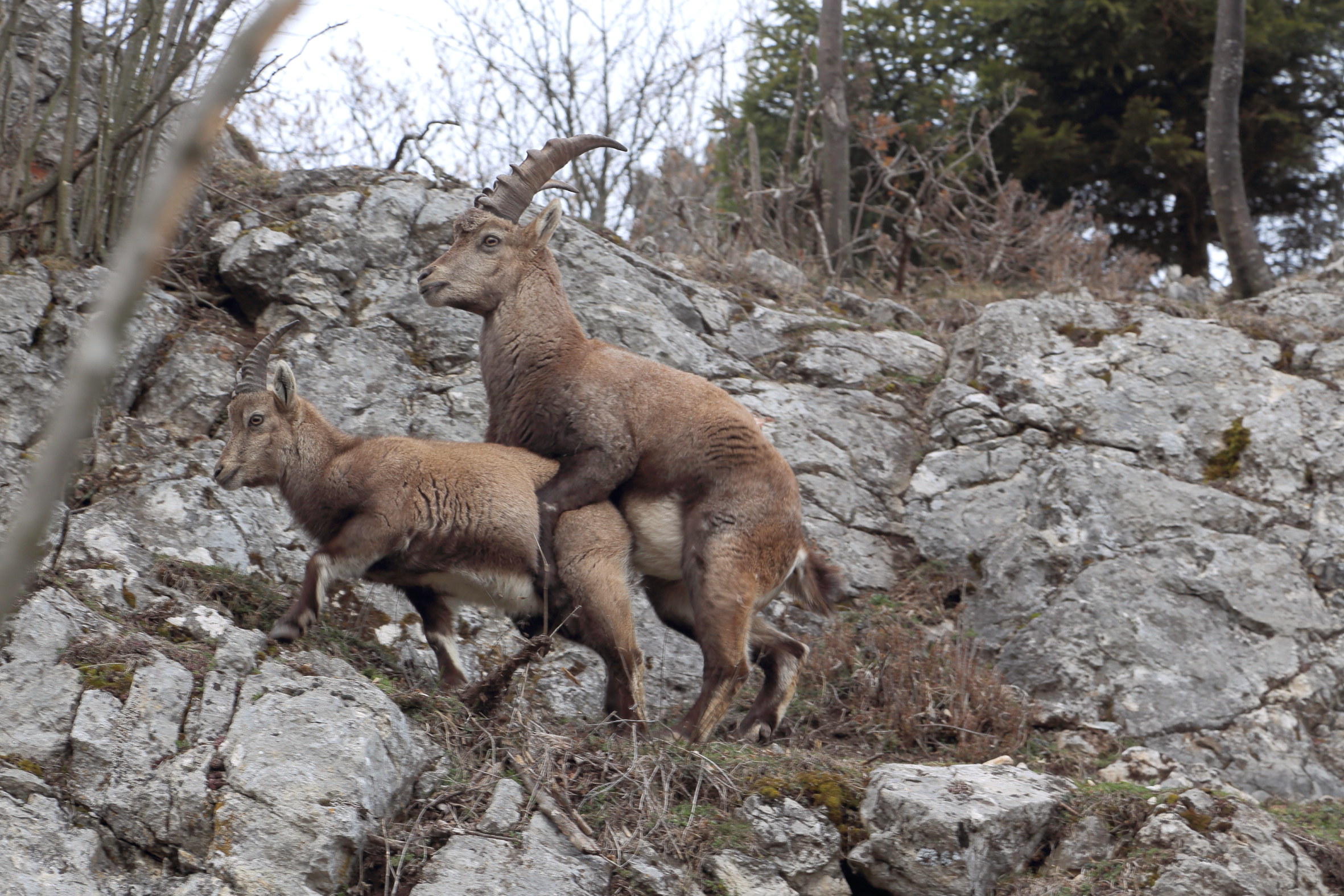
Alpensteinbock nächst dem Völlerinsteig bei der Paarung

## Geologie
Die überwiegend bewaldete Hochfläche weist neben inaktiven Karsttalungen (z. B. Leitergraben, Saugraben) auch Dolinen und Karstmulden (z. B. Lange Wiese mit der Schwinde „Am Lurf“) auf. Die Hochfläche wird vom norischen Hallstätter Kalk (=„Wandkalk“) der hochalpinen Hohe-Wand-Decke aufgebaut, lediglich im Südwesten sind flächenmäßig untergeordnet Hauptdolomit und andere Gesteine am Aufbau beteiligt. Der Hallstätter Kalk taucht gegen Südosten mit einer mächtigen Flexur zur Gosaumulde der Neuen Welt ab und bildet hier in eindrucksvoller Geschlossenheit die SW-NO verlaufenden, namensgebenden Wandabstürze von rund 200 m Höhe mit zahlreichen Klein- und Mittelhöhlen. Der Nordwestabfall der Hohen Wand wird von zwei Felsschluchten, der Großen und der Kleinen Klause, durchzogen, die ebenfalls durch das Vorhandensein von kleineren Karsthöhlen gekennzeichnet sind.

## Einfache Aufstiegswege

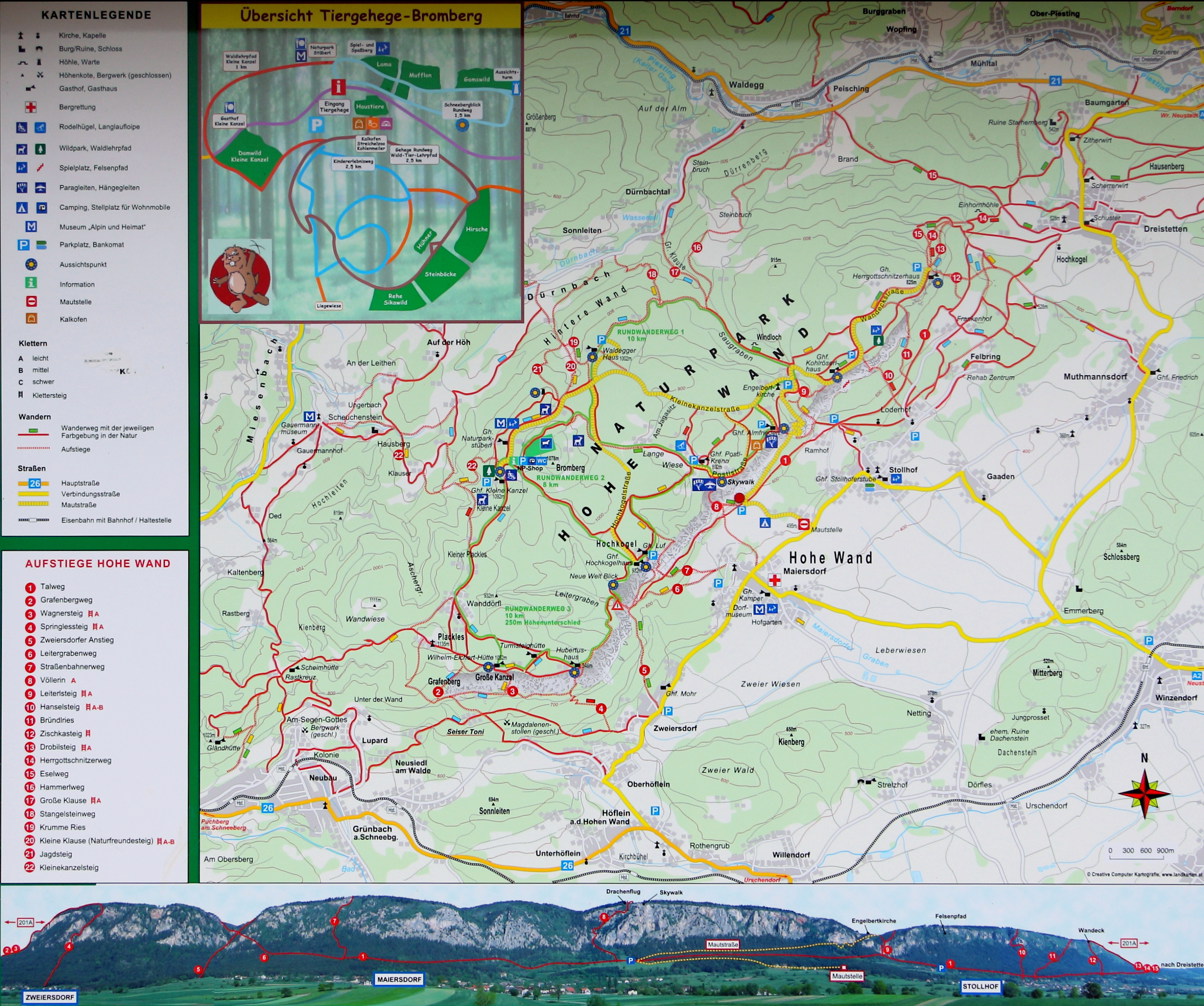
Übersichtskarte der einfachen Aufstiege

Die folgenden Wege und Steige sind vom Südwesten der Hohen Wand (dem südlichen Beginn der Wandbildungen) über die hauptsächlich ostwärts ausgerichteten Wände, den Norden und Nordwesten zurück zum Südwesten sortiert (d. h. gegen den Uhrzeigersinn).
- Pfarrersteig[12]
- Grafenbergweg
- Leitergraben
- Straßenbahnerweg[13]
- Krumme Ries (von Maiersdorf)[14]
- Leiterlsteig[15]
- Drobilsteig[16]
- Einhornhöhlenweg
- Waldeggersteig (Große Klause)[17]
- Krumme Ries (Kleine Klause)[18]

Weitere einfache Aufstiegswege
- Bründlries:

Ein blau gekennzeichneter Auf- bzw. Abstiegsweg im Südosten der Hohen Wand und östlich des Hanselsteiges. Der alte, schmale, steile Waldweg wurde angeblich in vergangenen Zeiten für den Holztransport genutzt. Der talseitige Wegbeginn ist in der Nähe des Loderhofes (47° 50′ N, 16° 5′ O) und der obere im Bereich des Waldlehrpfades.
- Springlessteig  (sehr leichter Klettersteig):

Ein Auf- und Abstiegsweg im Südwesten der Hohen Wand, der 1899 vom Österreichischen Touristenklub (ÖTK) errichtet wurde und rot-weiß-rot markiert ist. An sich ein steiler Wanderweg mit seilgesicherten Passagen und einer kurzen Einstiegsleiter am Wandfuß mit der Schwierigkeitsstufe A. Der Zustieg erfolgt von Oberhöflein bzw. Zweiersdorf. Der eigentliche Steig beginnt am Wandfuß (47° 49′ N, 16° 1′ O) und endet bei der Wiese unterhalb des Hubertushauses. (47° 49′ N, 16° 2′ O)
- Völlerinsteig:

Der grün gekennzeichnete Aufstiegsweg im zentralen südlichen Bereich der Hohen Wand wurde 1897 vom Österreichischen Touristenklub (ÖTK) errichtet und ist zugleich der Zustieg für die Klettersteige Frauenlucke und Blutspur sowie den ÖTK-Klettergarten. Der Einstieg befindet sich beim Wandfußsteig (47° 50′ N, 16° 3′ O) und der Ausstieg in der Nähe des Alpengasthofes Postl (47° 50′ N, 16° 3′ O). Der Zustieg erfolgt in der Regel vom Sonnenuhr-Parkplatz, der sich nächst der ersten Kehre der Mautstraße befindet (47° 50′ N, 16° 3′ O).

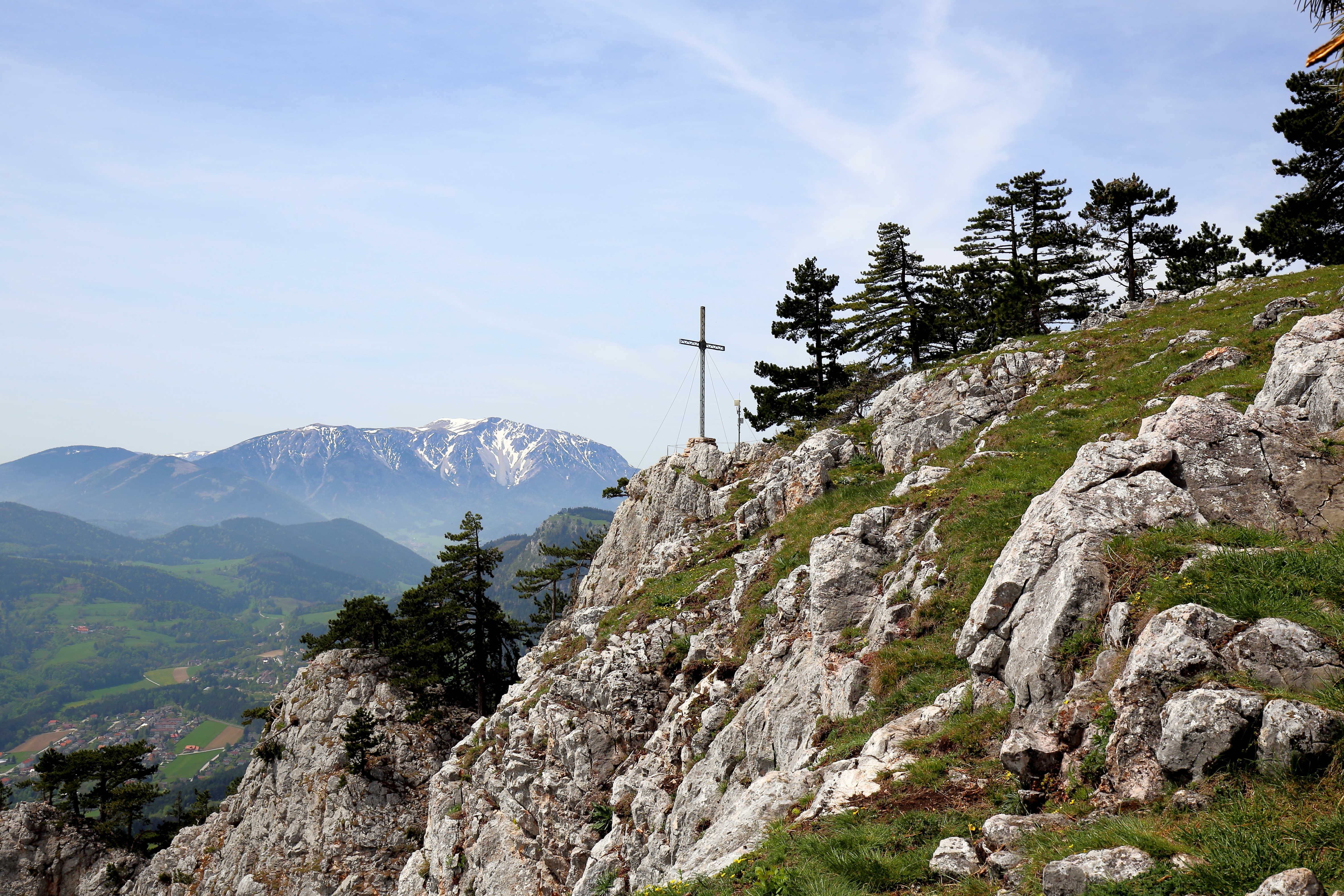
Blick Richtung Schneeberg unmittelbar vor dem Ausstieg des Wagnersteiges; in der Bildmitte das Wildenauer-Gedenkkreuz auf der Großen Kanzel.

- Wagnersteig  (sehr leichter Klettersteig):

Der gelb gekennzeichnete Auf- und Abstiegsweg im Südwesten der Hohen Wand verbindet den Fuß der Hohen Wand mit der Großen Kanzel und hat eine Schwierigkeitsstufe A. Der nach Johann Wagner benannte und mit vielen Drahtseilen und eisernen Leitern versehene Steig wurde vom ÖTK, Sektion Wiener Neustadt, errichtet und am 30. Juni 1930 eröffnet; im Jahr 2001 erfolgte seitens des ÖTK eine Generalsanierung. Der Zustieg erfolgt im Regelfall vom Parkplatz beim Seiser Toni. Anschließend steigt man Richtung Osten bis zum blau markierten Wandfußsteig auf. Diesem folgt man in östlicher Richtung, bis man auf den gelb markierten Wagnersteig trifft. (47° 49′ N, 16° 1′ O) Der Ausstieg befindet sich nächst der Großen Kanzel bzw. der Wilhelm-Eichert-Hütte (47° 49′ N, 16° 1′ O).
- Zischkasteig:

Ein Aufstieg im östlichen Bereich der Hohen Wand, der grün gekennzeichnet ist. Der obere Ein- bzw. Ausstieg befindet sich unmittelbar östlich des Herrgottschnitzer-Hauses. (47° 51′ N, 16° 5′ O) Der talseitige Steigbeginn befindet sich auf dem Verbindungsweg zwischen Dreistetten und Stollhof im Bereich des Frankenhofes. (47° 51′ N, 16° 5′ O)

## Klettersteige

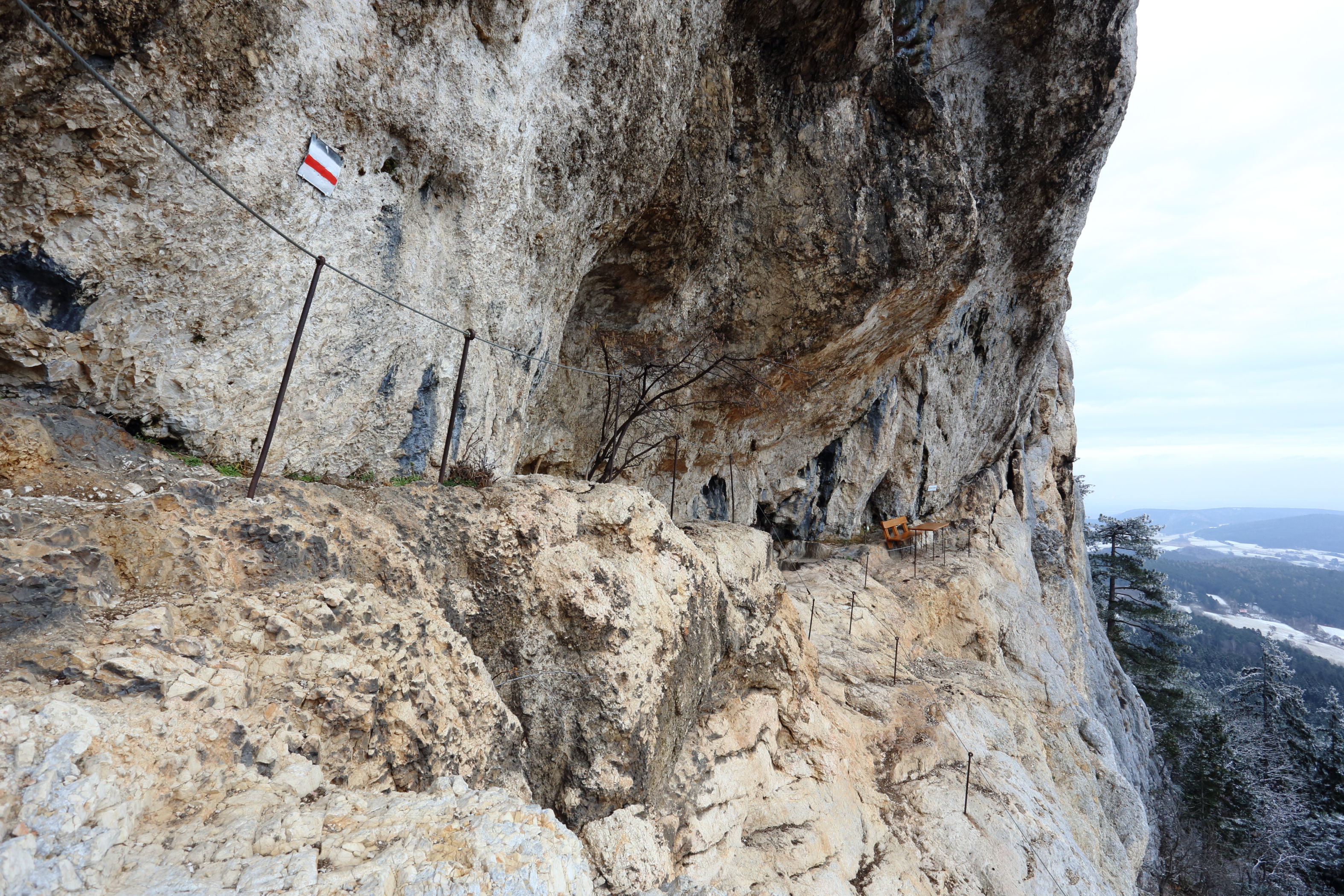
Das sogenannte Karnitschstüberl am Hanselsteig

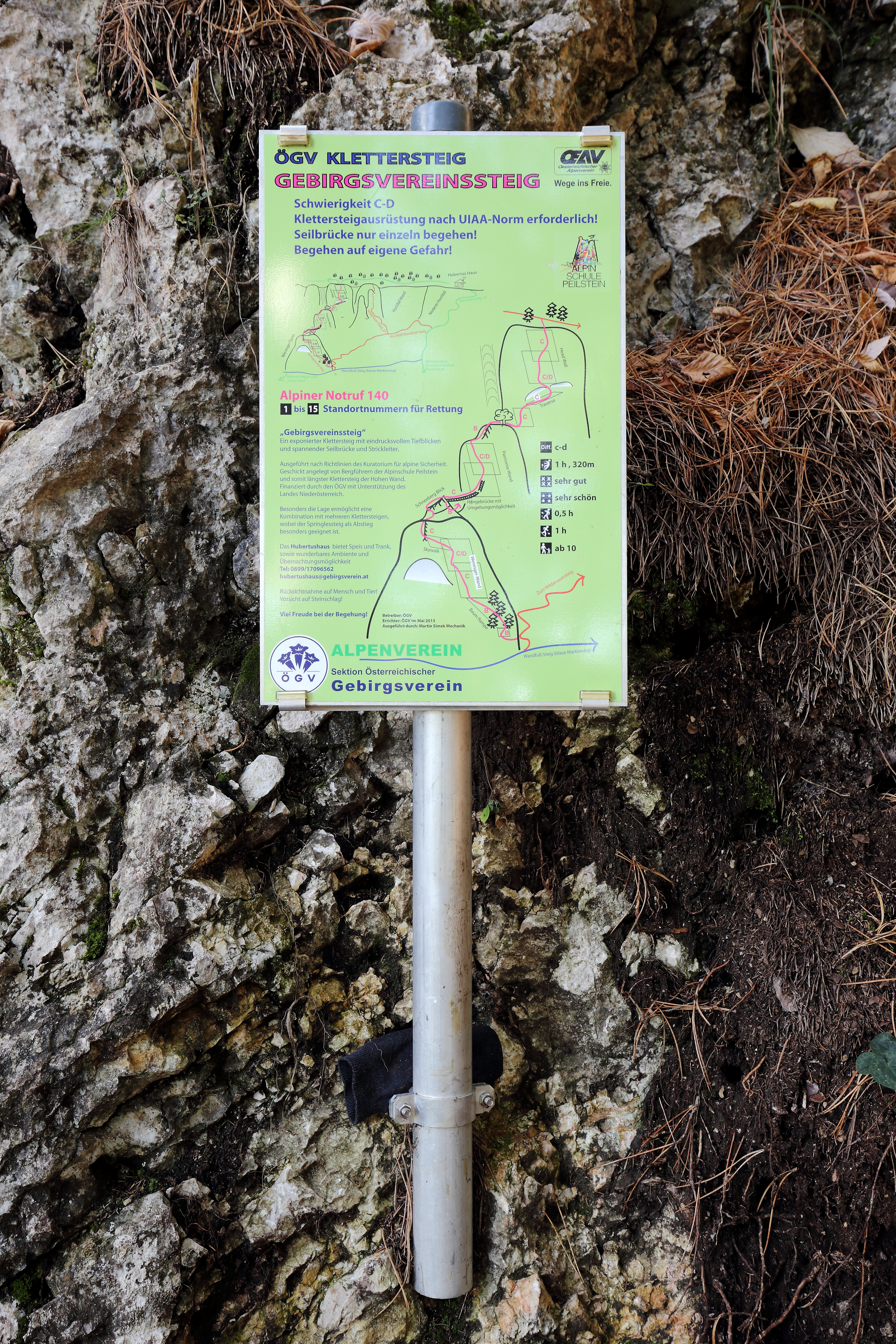
Infotafel mit Topografie am unteren Einstieg des Gebirgsvereinssteiges

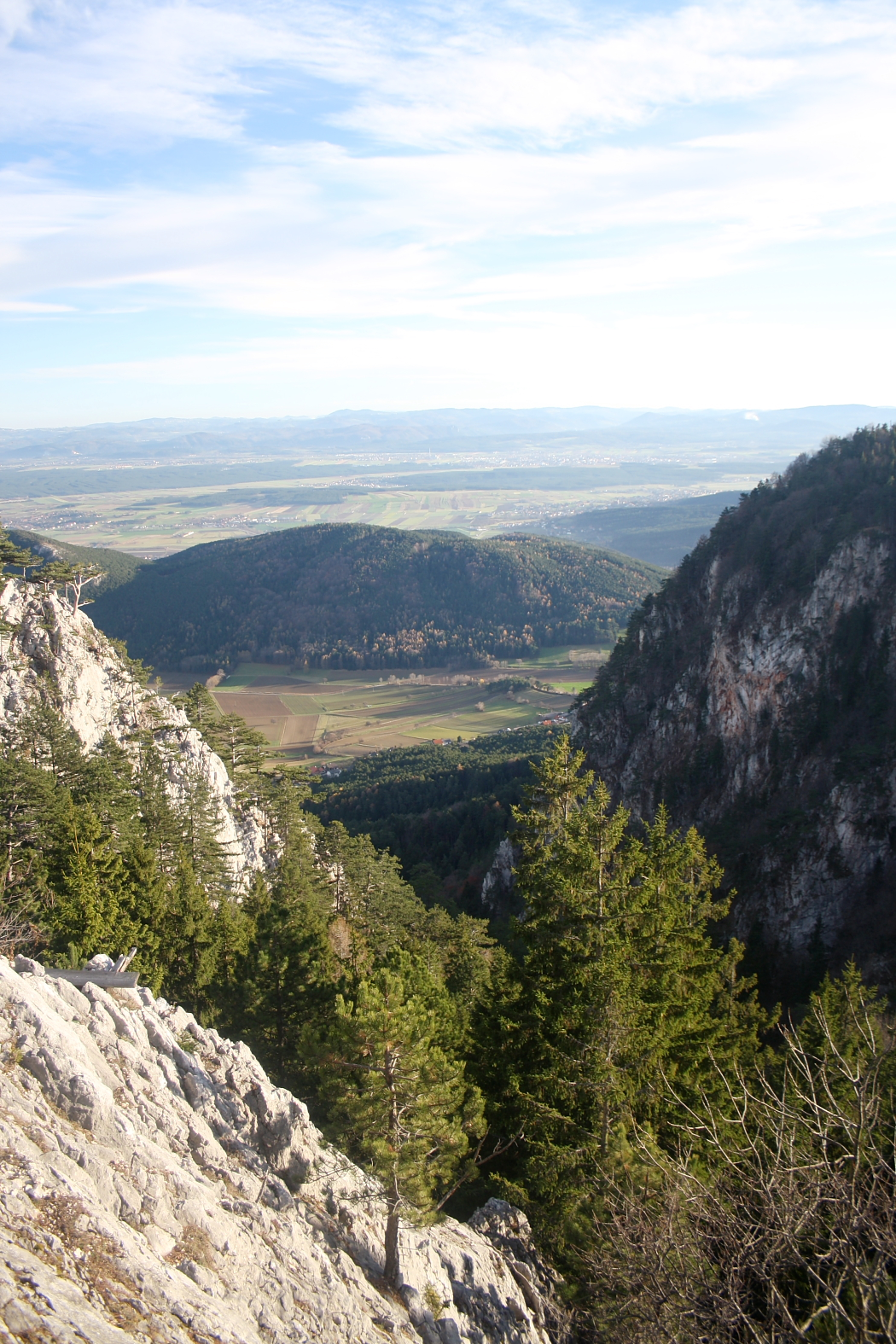
Der Leitergraben an der Südwestseite der Hohen Wand (zwischen dem Hochkogel- und Hubertushaus). In der Bildmitte der Zweier Wald, ein Vorberg des Kienberges.

- Blutspur:

Ein kurzer (rd. 30 Höhenmeter), aber extrem schwerer Klettersteig im oberen Bereich der Hohen Wand zwischen dem HTL-Steig und dem Völlerinsteig bzw. ÖTK-Klettergarten mit der Schwierigkeitsstufe E und einer kurzen unversicherten 3+ Stelle beim Einstieg. (47° 50′ N, 16° 3′ O) Der Zustieg zum 1994 errichteten Klettersteig erfolgt über den HTL-Steig oder den Völlerinsteig/ÖTK-Klettergarten. Der Ausstieg befindet sich rund 15 Meter westlich vom Ausstieg des HTL-Steiges. (47° 50′ N, 16° 3′ O)
- Frauenluckensteig:

Ein kurzer, blau gekennzeichneter Steig mit rund 30 Höhenmeter und einer Schwierigkeitsstufe von B im zentralen Teil der Hohen Wand. Der Einstieg ist eine linksseitige Abzweigung im oberen Bereich des Völlerinsteiges (47° 50′ N, 16° 3′ O) und der Ausstieg befindet sich in der Nähe des Alpengasthofes Postl. (47° 50′ N, 16° 3′ O) Namensgebend ist die rund 12 Meter hohe Schachthöhle Frauenlucke (Katasternummer 1863/8), die mittels einer Leiter erstiegen wird.
- Ganghofersteig:

Ein kurzer Klettersteig im Osten der Hohen Wand mit rund 60 Höhenmeter und einer Schwierigkeitsstufe C/D. Der Anstieg zum 1928 errichteten Klettersteig erfolgt über den Zischkasteig und der Ausstieg befindet sich unmittelbar östlich des Herrgottschnitzerhauses. (47° 51′ N, 16° 5′ O)
- Gebirgsvereinssteig:

Der Klettersteig im Südwesten der Hohen Wand, der über die Weningerwand auf das Hochplateau führt, hat eine Schwierigkeitsstufe D. Er ist einer der längsten Klettersteige der Hohen Wand mit rund 200 Höhenmeter und erster im östlichen Niederösterreich mit einer Seilbrücke. Errichtet wurde der Klettersteig vom Österreichischen Gebirgsverein anlässlich 150 Jahre Österreichischer Alpenverein (2012), wobei die Eröffnung durch gewisse Verzögerungen erst am 1. Mai 2013 erfolgte. Der Zustieg erfolgt im Regelfall über Seiser-Toni (Grünbach am Schneeberg). Der Einstieg befindet sich etwas oberhalb des Wandfußsteiges am Zustieg zum Turmsteig/Wildenauersteig. (47° 49′ N, 16° 1′ O) Der Ausstieg erfolgt zwischen dem Hubertushaus und der Wilhelm-Eichert-Hütte.
- Hanselsteig:

Ein leichter Klettersteig mit rund 100 Höhenmeter und Schwierigkeitsstufe B im Südosten der Hohen Wand. Der Steig wurde 1911 vom Spenglermeister Johann Hansel angelegt. Unterhalb eines Felsüberhanges ist eine Art Rastplatz eingerichtet, das sogenannte „Karnitschstüberl“, wo auch das Steigbuch hinterlegt ist. Der Zustieg (47° 50′ N, 16° 4′ O) erfolgt über Loderhof, ein nordöstlich gelegener Ortsteil von Stollhof und der Ausstieg befindet sich zwischen dem Kohlröserlhaus und dem Herrgottschnitzerhaus. (47° 51′ N, 16° 4′ O)
- Kammerlingsteig:

Eine ausgesetzte Steilhangquerung zwischen Holzknechtsteig und Turmsteig.
- Naturfreundesteig:

Der Naturfreundesteig ist ein nordseitiger Aufstieg über die Kleine Klause auf das Hohe-Wand-Plateau. Der eigentliche Klettersteig, 1924 vom Touristenverein „Die Naturfreunde“ errichtet, hat einen Höhenunterschied von rund 100 Meter und Schwierigkeitsgrad A/B, wobei dieser über die „Krumme Ries“ oder den „Jägerweg“ umgangen werden kann. Der Zustieg erfolgt über Dürnbach und der Ausstieg befindet sich zwischen dem Waldeggerhaus und dem Naturparkstüberl.
- ÖTK-Steig (bis 2016: HTL-Steig):

Ein extremer Klettersteig mit Schwierigkeitsstufe D/E und einem Höhenunterschied von rund 210 Metern. Der Einstieg befindet sich am Wandfußsteig und rund 100 Meter oberhalb des Sonnenuhrparkplatzes nächst der Mautstraße zwischen Stollhof und Maiersdorf (47° 50′ N, 16° 3′ O). Der Ausstieg ist links vom Skywalk nächst dem Alpengasthof Postl. (47° 50′ N, 16° 3′ O) Der Klettersteig wurde 1999 anlässlich des 125-Jahre-Jubiläums der HTL Wiener Neustadt errichtet. Der Klettersteig war schon mehrfach für längere Zeit gesperrt, so etwa 2010 nach einem tödlichen Absturz. Im Herbst 2016 erfolgte nach etlichen Stürzen eine erneute Sperre. Bei der folgenden Generalsanierung durch den ÖTK wurde der Steig leicht entschärft und bei der Wiedereröffnung im April 2018 in ÖTK-Steig umbenannt.
- Steirerspur:

Dieser als „Rundkurs“ angelegte Übungsklettersteig nächst dem Hubertushaus hat einen Höhenunterschied von rund 20 Meter und Schwierigkeitsstufe C. Der Klettersteig wurde 2004 durch den Österreichischen Gebirgsverein von drei steirischen Bergführern errichtet. Der Einstieg befindet sich rund 100 Meter östlich des Hubertushauses.
- Währingersteig:

Ein kurzer Klettersteig mit rund 60 Höhenmeter und Schwierigkeitsstufe C. Der Klettersteig im Osten der Hohen Wand unmittelbar östlich der Einhornhöhle führt über die senkrechte Hirnflitzstein-Ostwand und hieß ursprünglich Toni-Baltzarek-Steig. 1983 wurde er von den Währinger Naturfreunden wiedererrichtet. Der Zustieg erfolgt in der Regel von Dreistetten. Der Einstieg befindet sich rechts von der Einhornhöhle (47° 51′ N, 16° 5′ O) und der Ausstieg über der Einhornhöhle. (47° 51′ N, 16° 5′ O)
- Wildenauersteig:

Der Steig hat Schwierigkeitsstufe D und überwindet eine Höhe von etwa 90 Meter. Er wurde 1919 am Wildenauerturm errichtet und nach dem „alpinistischen Erschließer der Hohen Wand“ Alois Wildenauer benannt. 2010 wurde der Einstieg nach unten verlängert; der ursprüngliche Klettersteig mit einer Gedenktafel beim ehemaligen Einstieg ist ausnahmslos mittels Tritt- bzw. Eisenklammern versichert (kein Seil). Als Besonderheit gilt der Durchstieg durch die Wildenauerhöhle (Katasternummer 1863/31), eine rund zehn Meter lange vertikale Schachthöhle, mit je einer Öffnung am oberen und unteren Ende, wobei das obere Ende mittels eines Klemmblockes teilweise verschlossen ist, so dass man nur ohne Rucksack sich durchschieben kann.
Der Zustieg erfolgt im Regelfall über Seiser-Toni (Grünbach am Schneeberg). Der Einstieg befindet sich etwa 100 Meter oberhalb des Wandfußsteiges nächst dem Zustieg zur „Hochfallwand“ und „Baumgartner-Turm“ (47° 49′ N, 16° 1′ O). Der Ausstieg erfolgt zwischen dem Hubertushaus und der Wilhelm-Eichert-Hütte.

## Kletterrouten

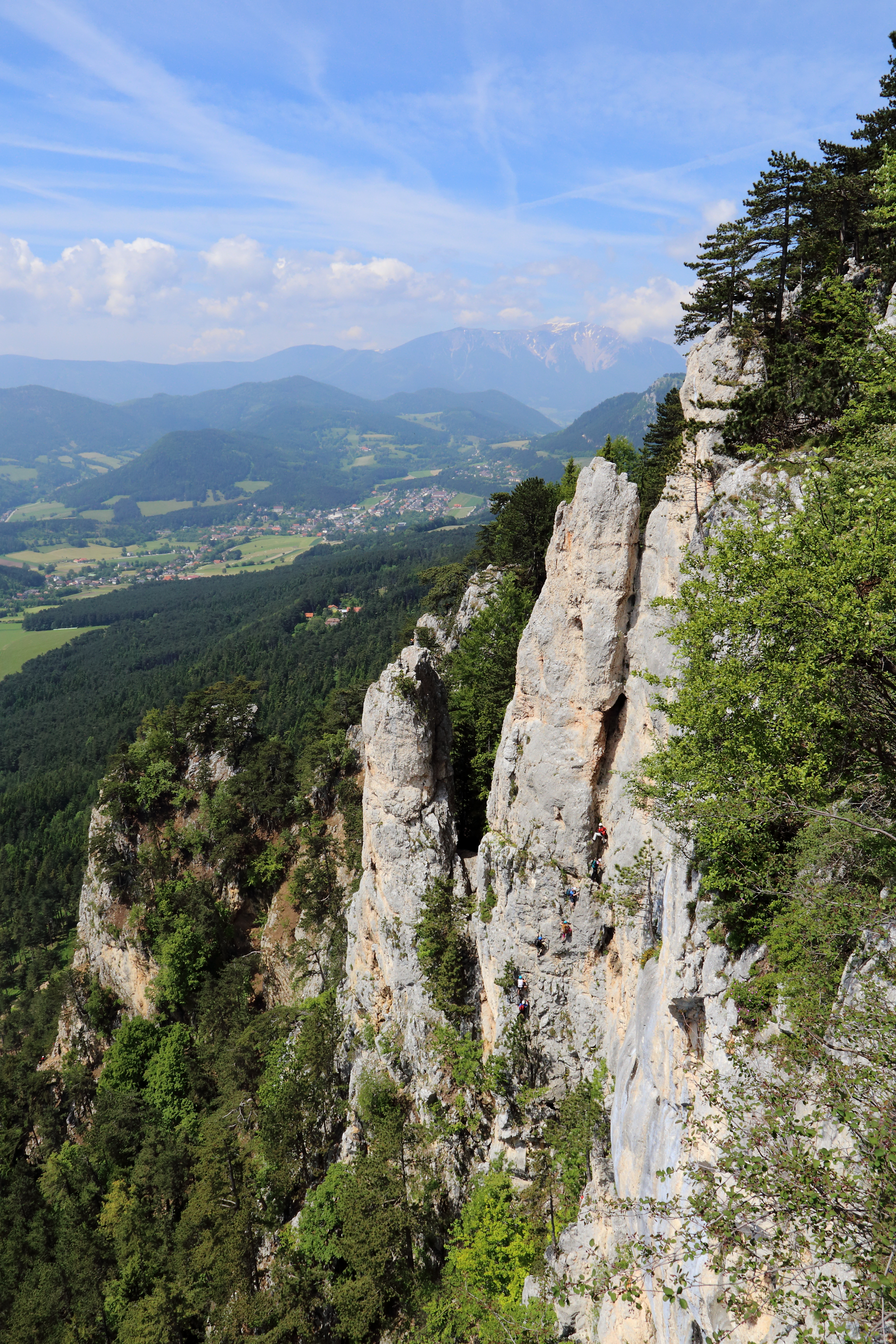
Hohe Wand Richtung Westen im Bereich zwischen dem Hubertushaus und der Großen Kanzel mit Weninger-, Baumgartner- und Wildenauerturm sowie der Hochfallwand (von links nach rechts).

- Austriasteig
- A-Steig
- Auf Wildenauers Spuren
- Direkte Sonnenuhrwand
- Draschgrat
- Fredsteig
- Freundschaftssteig
- Grafenbergsteig
- Kanzelsteig (47° 49′ N, 16° 1′ O)
- Postlgrat
- Reineke Fuchs
- Tirolersteig
- Totenköpflsteig
- Turmsteig
- Weningersteig
- Wienersteig

## Klettergärten
- Almfriedenwände
- Baumgartnerturm
- Milak-Klettergarten (Klettergarten der Militärakademie Wiener Neustadt)
- obere und untere Naglplatte
- ÖTK-Klettergarten
- Hochkogel

## Hütten, Häuser

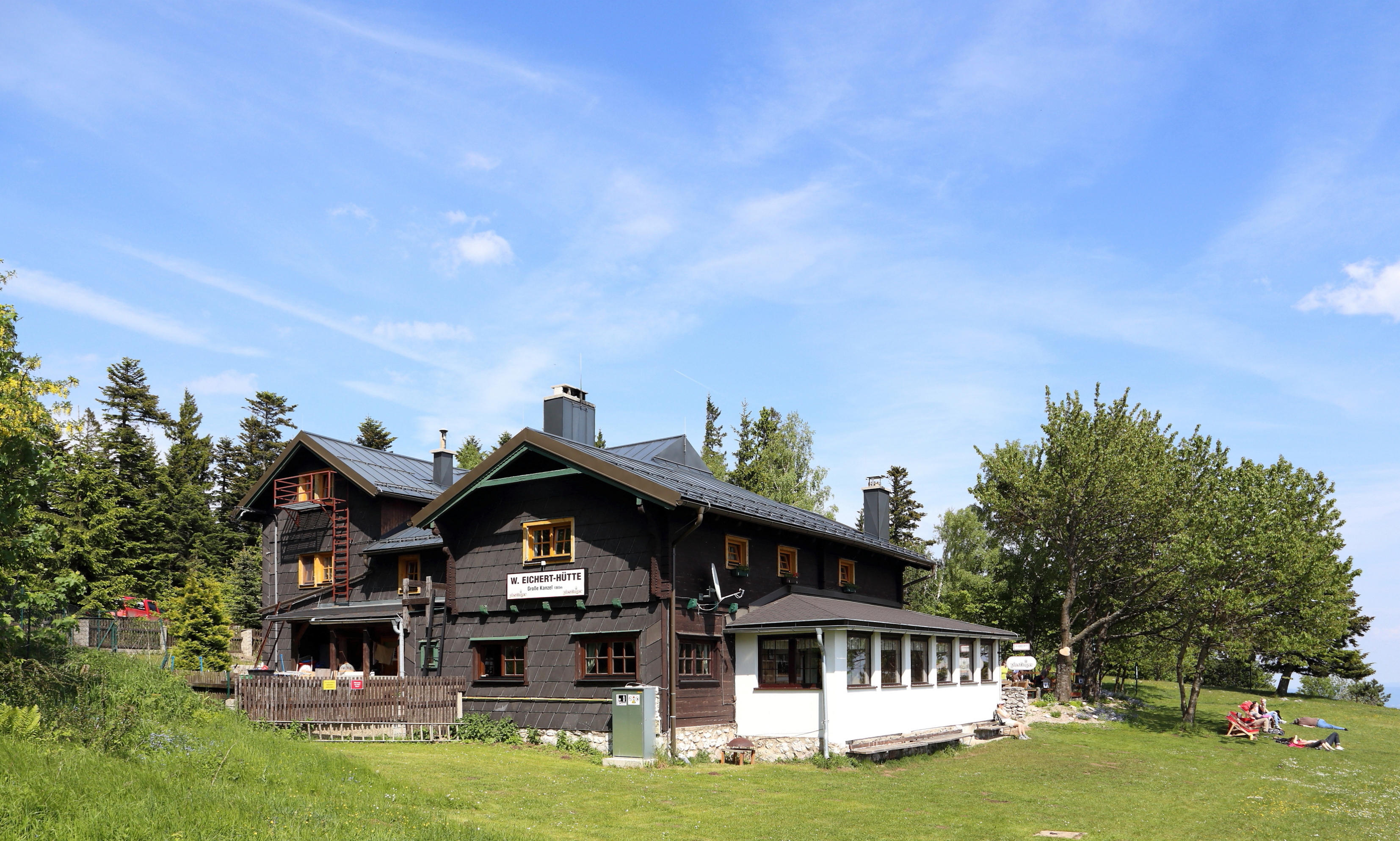
Wilhelm-Eichert-Hütte; von der ÖTK-Sektion Wiener Neustadt errichtet und 1899 eröffnet.

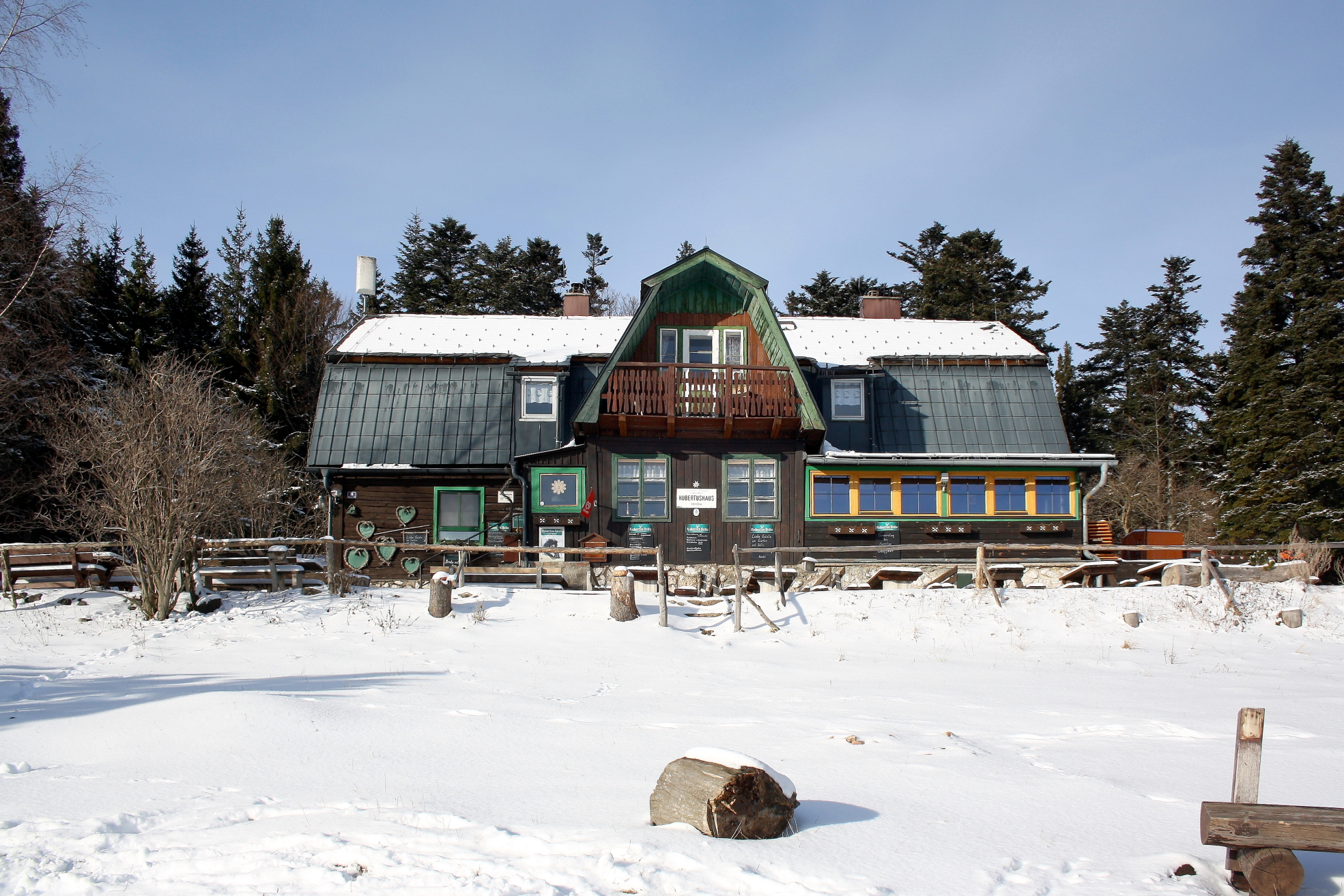
Hubertushaus

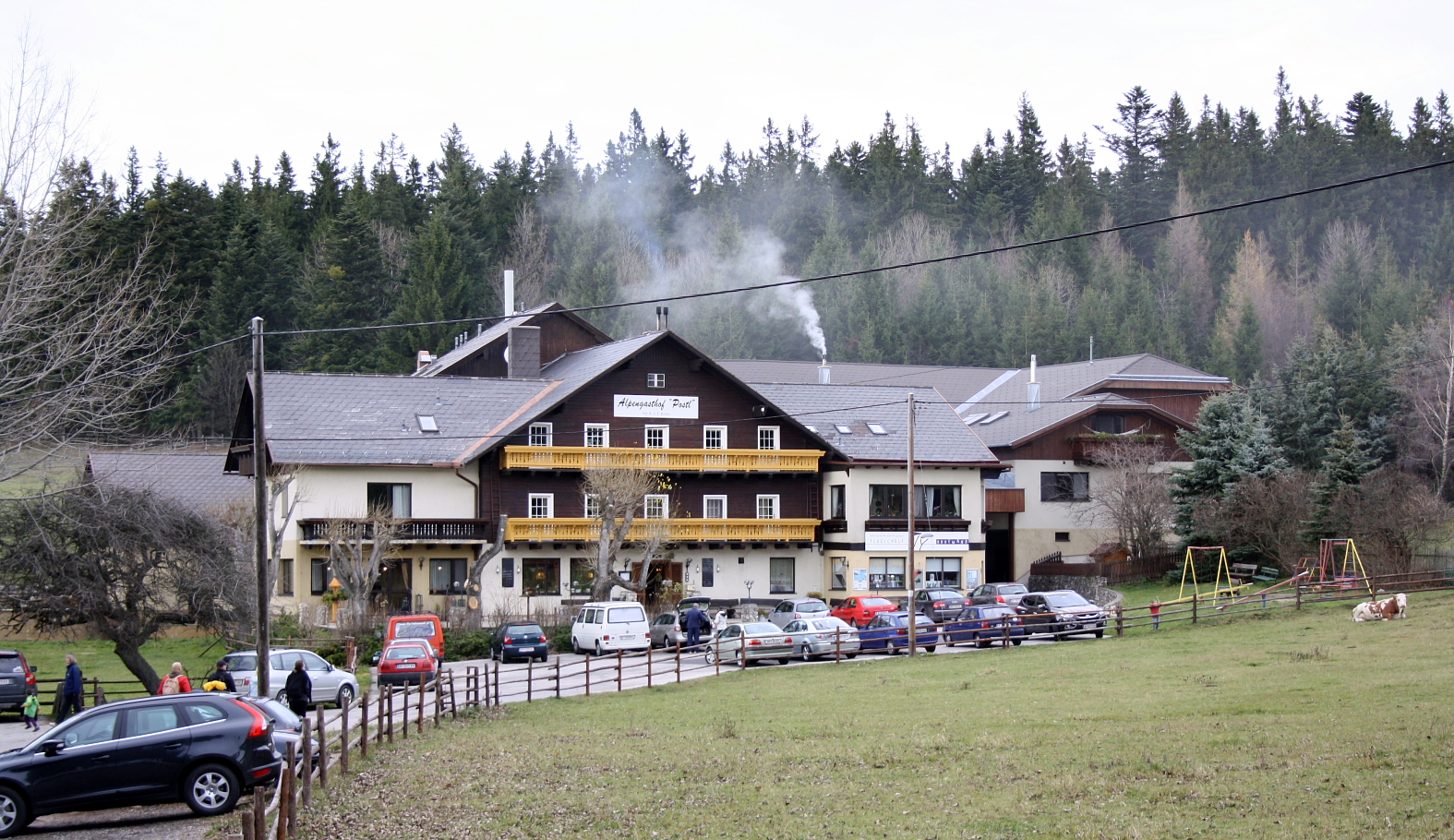
Alpengasthof Postl

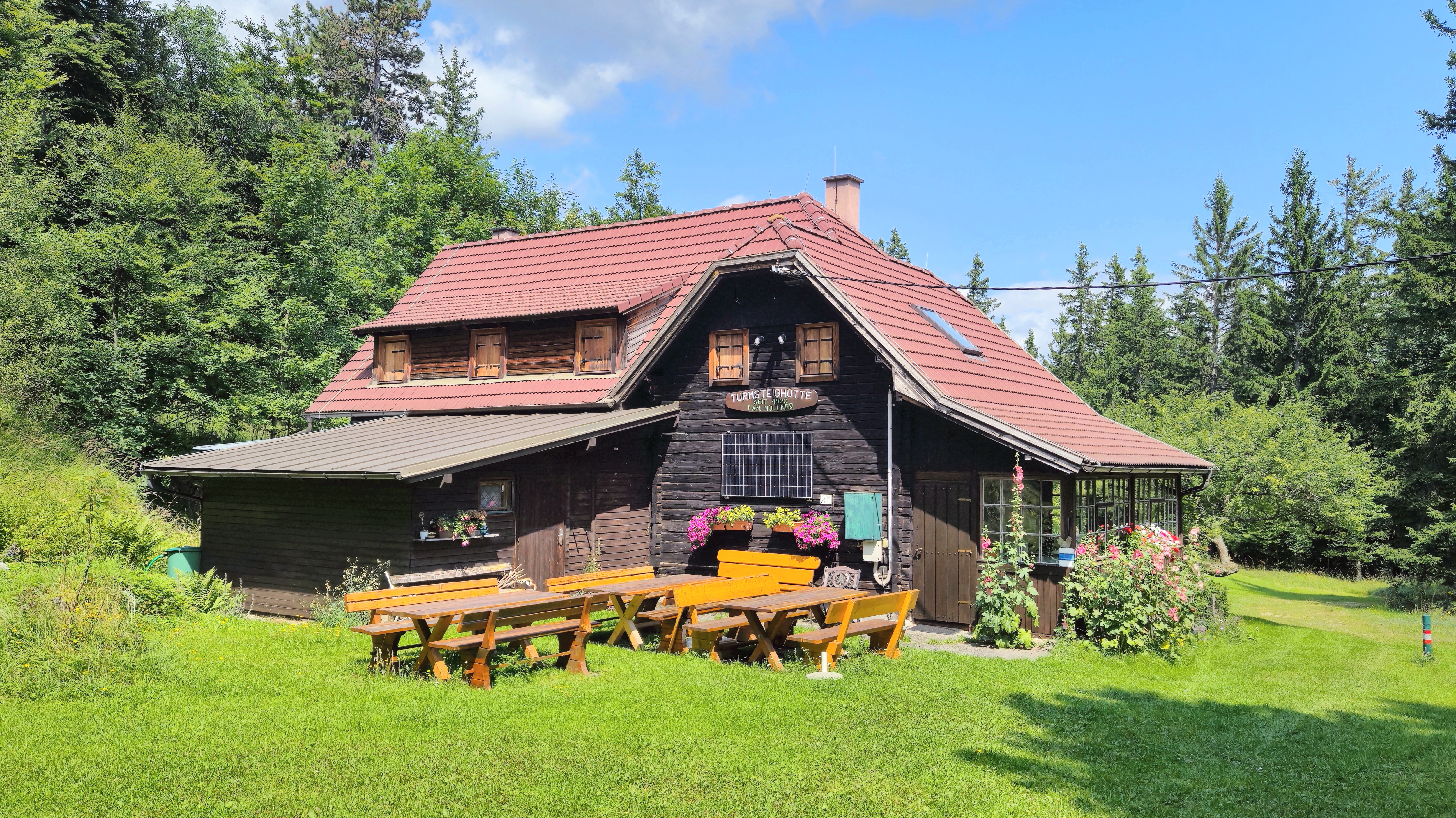
Turmsteighütte

- Anton Proksch Wanderherberge, Wiener Kinderfreunde[38]
- Berghaus Plackles (1132 m), privat
- Bergsteigerhütte Hohe Wand (1050 m), TVN[39]
- Dr.-Ferdinand-Nagl-Haus (1040 m), ÖTV
- Gasthaus Luf (940 m), privat
- Gasthof Almfrieden (855 m), privat
- Gasthof Jagasitz (Haslinger) (710 m), einst das Wintersportzentrum der Hohen Wand mit eigenem Schilift, kein Gastbetrieb mehr
- Gasthof Postl (892 m), privat[15]
- Geländehütte (1023 m), privat; 1926 als Martin-Schäffer-Haus der Hotel-, Gast- und Kaffeehausangestellten eröffnet;[40] später: Schrattensteinerhütte des TVN;[Anm. 2] später (u. a.) Gasthaus auf dem Geländ, privat.
- Hanselsteighaus (840 m), kein Gastbetrieb mehr
- Herrgottschnitzerhaus (826 m), früher Alpine Gesellschaft „D’Herrgottschnitzer“ (Wien), heute privat[16][27][41]
- Hochkogelhaus (932 m), TVN[42]
- Hubertushaus (946 m), ÖAV, Sektion Österreichischer Gebirgsverein

Eine vom ÖGV betriebene Schutzhütte an der Südseite der Hohen Wand. Das Holzhaus wurde nach dem Ersten Weltkrieg von der Alpine Gesellschaft Hubertus, die sich 1927 dem ÖGV anschloss, errichtet. Nachdem in den 1960er Jahren ein Verfall der Hütte eintrat, wurde sie Anfang der 1980er Jahre wieder instand gesetzt. Unmittelbar vor der Hubertushütte ist der Ausstieg des Springlessteigs.
- Imbissstand beim Eingang der Einhornhöhle
- Klein-Kanzel-Haus (1092 m), privat[45]
- Kohlröserlhaus (845 m), privat
- Scheimhütte, knapp unterhalb des Geländ und Hohe Wand scheidenden Rastkreuzsattels, noch auf Gemeindegebiet von Miesenbach, am 1. September 2013 vollständig niedergebrannt.[Anm. 3]
- Seiser Toni (725 m), Pension am Südhang der Hohen Wand
- Sepp-Steinwender-Hütte, Diensthütte der Bergrettung, unbewohntes Holzhäuschen, zwei Gehminuten von der Wilhelm-Eichert-Hütte entfernt
- Stützpunkt der Berg- und Naturwacht (Bergstation der 1994 abgebauten Doppelsesselbahn)
- Turmsteighütte (1000 m), privat
- Waldeggerhaus (1002 m), privat

Am 6. Juni 1886 von der Alpinen Gesellschaft Die Waldegger als Waldeggerhütte eröffnet: die ursprünglich erste und älteste Hütte auf der Wand. 1899 wurde das Haus um einen Anbau vergrößert (Eröffnung: 30. September 1900) und ein neben dem Gebäude befindlicher, baufällig gewordener Aussichtsturm abgetragen.
- Wiener-Neustädter-Haus (nunmehr „Naturparkstüberl“, 1005 m); früher: Wiener-Neustädter „Naturfreunde“-Hütte, eröffnet am 3. Juli 1921[49], TVN, heute privat
- Wilhelm-Eichert-Hütte (1052 m), ÖTK.[50]

Die Hütte wurde im Jahr 1899 nächst der Großen Kanzel von der Sektion Wiener Neustadt des ÖTK errichtet. In den Jahren 1905 und 1926 erfolgten größere Um- und Zubauten. Benannt ist die Hütte nach dem Mittelschulprofessor Wilhelm Eichert, langjähriger Vorstand der Sektion Wiener Neustadt (1885–1902).

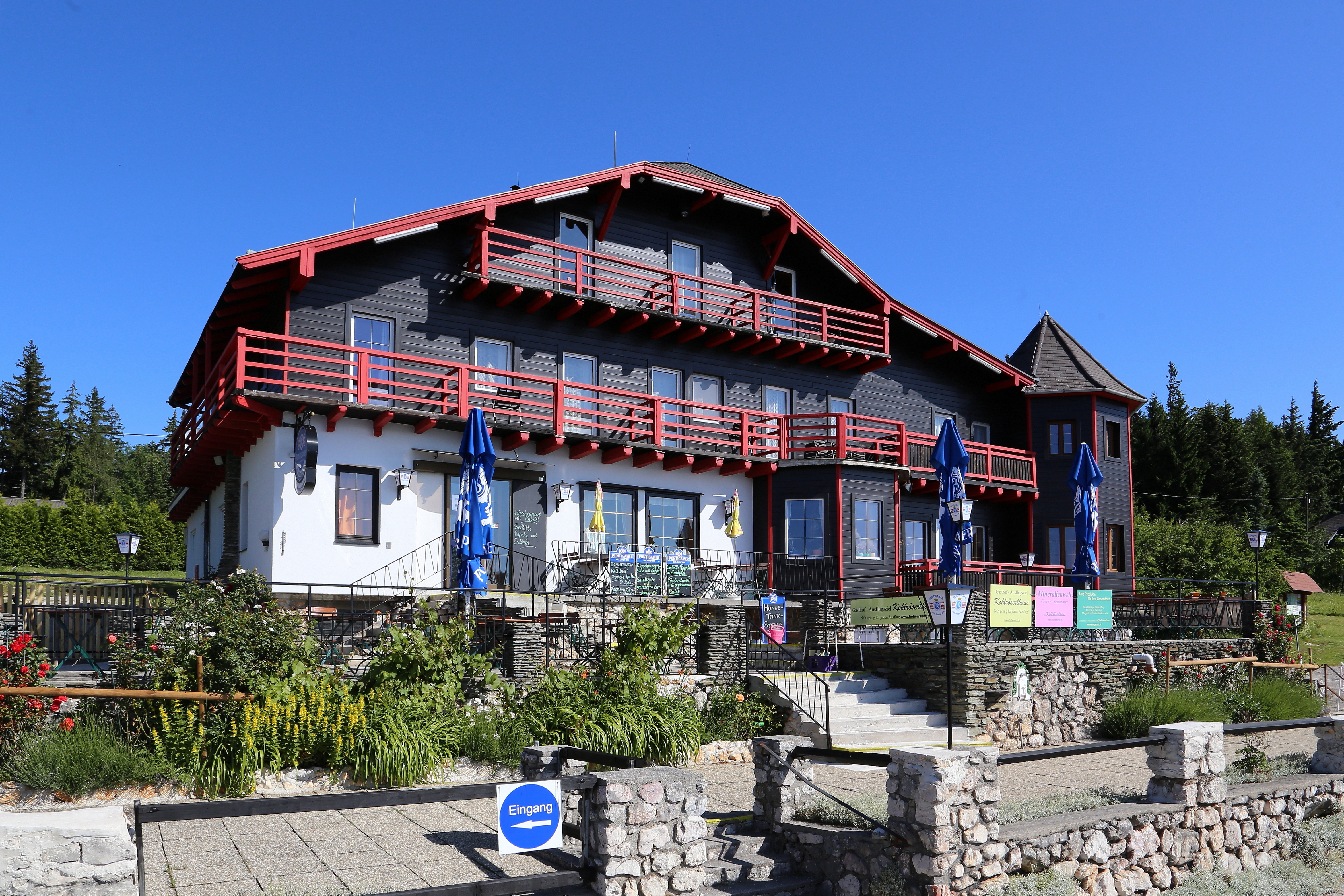
Kohlröserlhaus
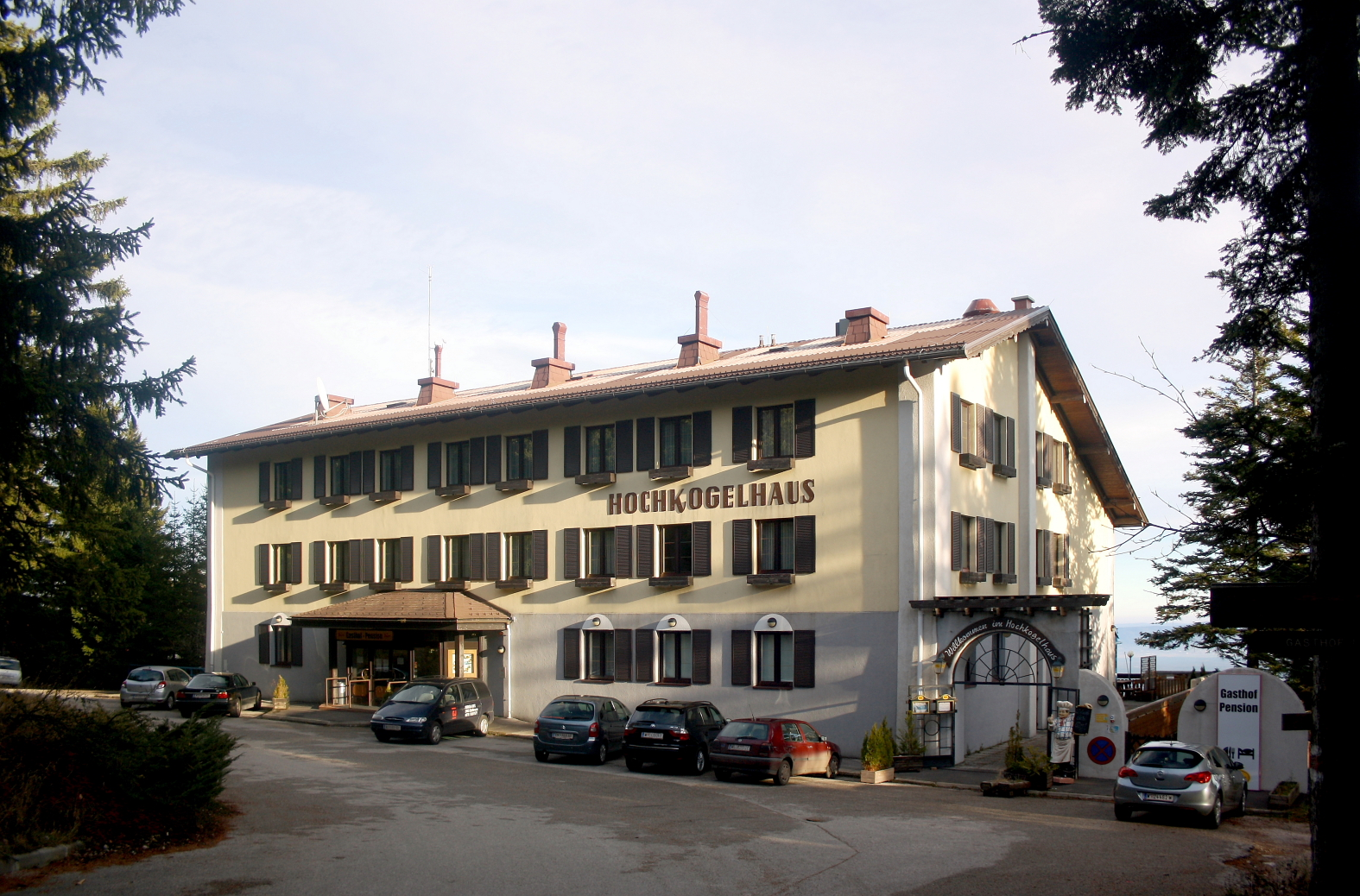
Hochkogelhaus
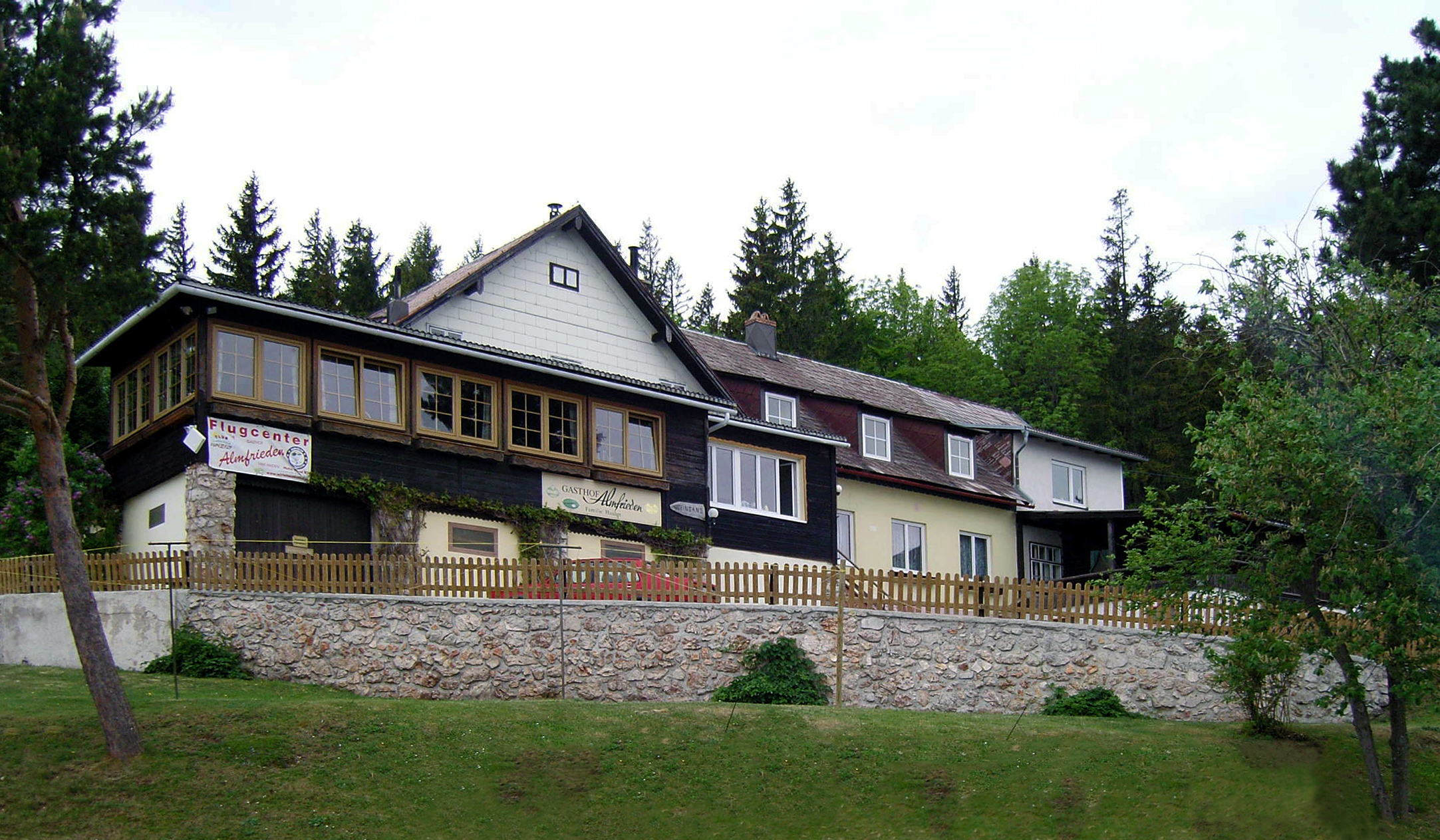
Gasthof Almfrieden
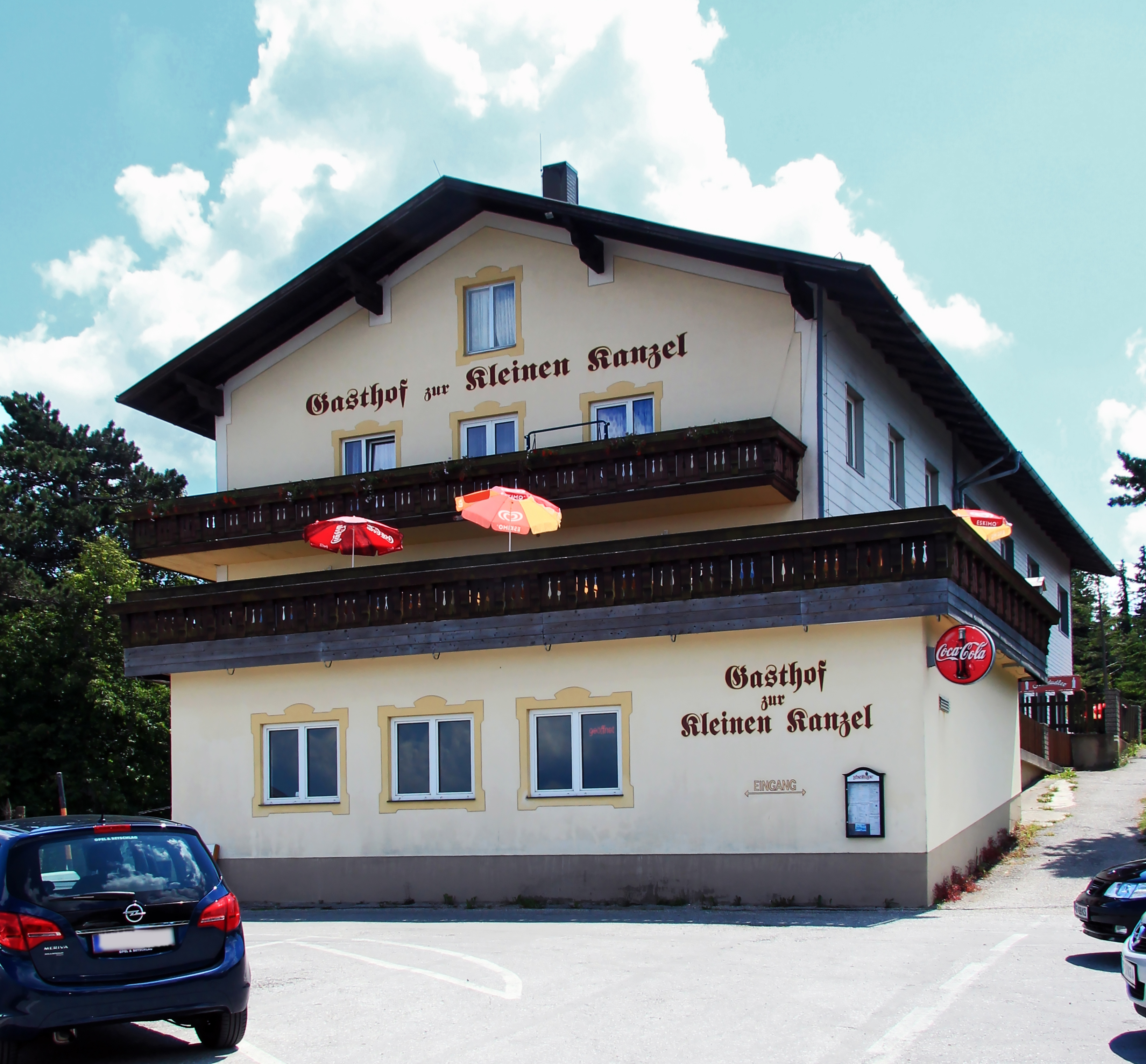
Gasthof zur Kleinen Kanzel

## Literatur

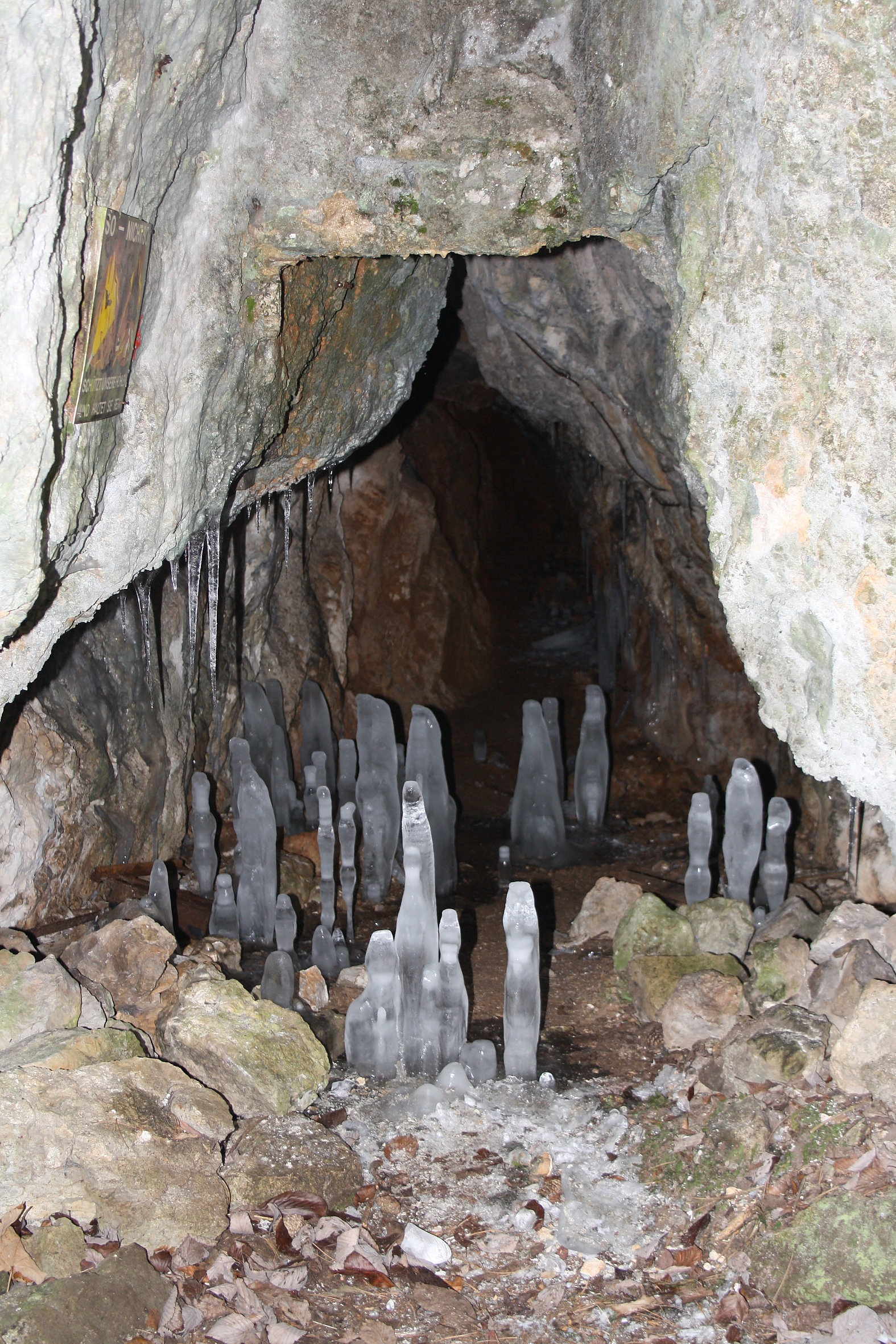
Eisstalagmiten beim Eingang der begehbaren Waldegger Tropfsteinhöhle am Waldeggersteig, der über die Große Klause auf das Plateau der Hohen Wand führt. Die Höhle ist rund 20 m lang, bis zu 6 m hoch und trägt die Katasternummer 1863/24. Sie wurde 1925 als Schauhöhle für den öffentlichen Besuch erschlossen.

## Weblinks

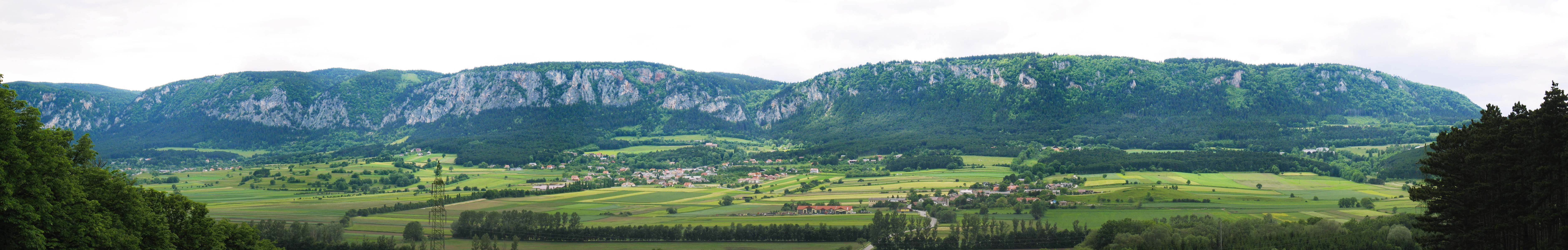
Der südöstliche Teil der Hohen Wand. Die Mautstraße führt in Bildmitte auf den Berg, ist jedoch hinter Bäumen verborgen.